# Épithélium respiratoire

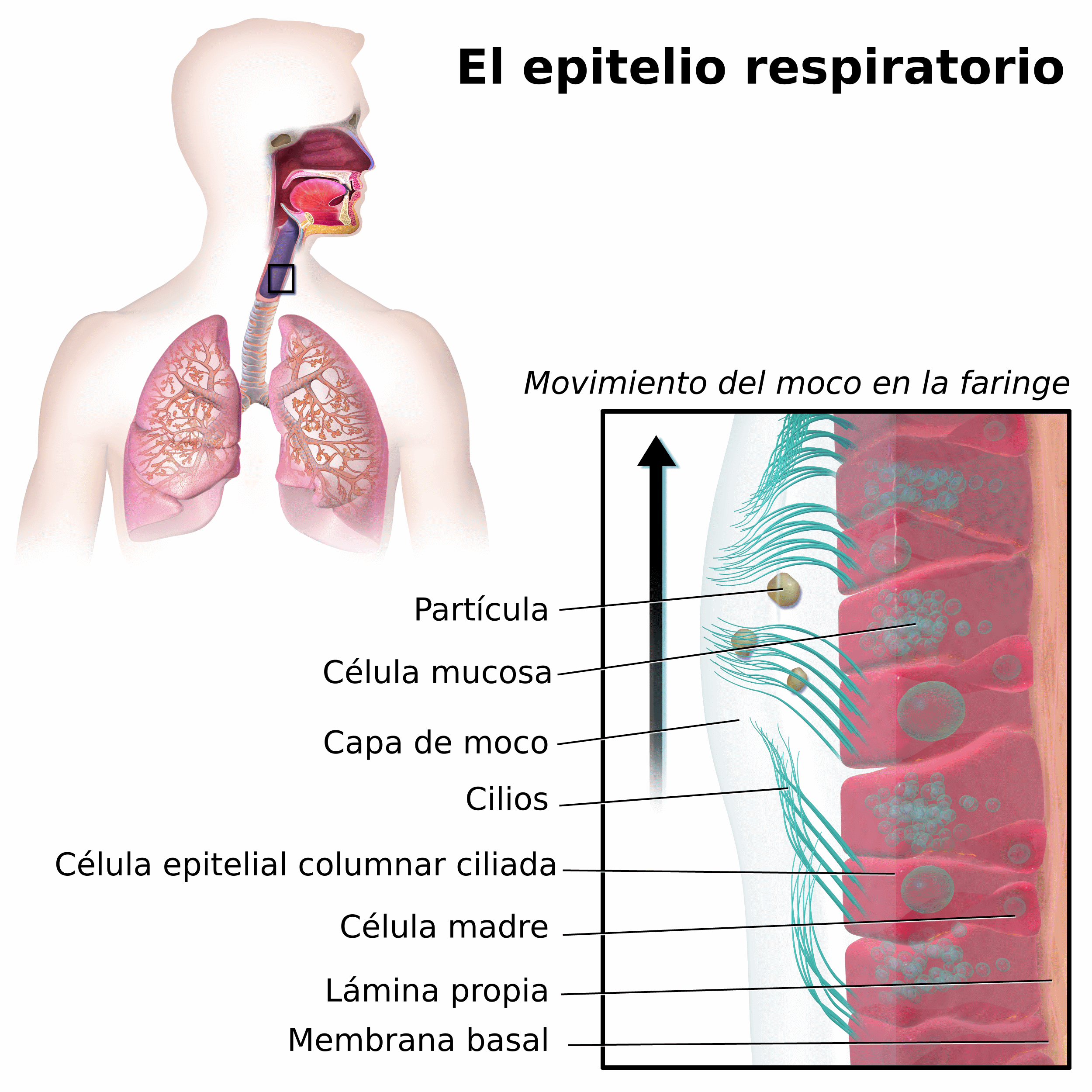
Illustration montrant l'épithélium respiratoire. Les cellules basales sont identifiées comme des cellules souches.

L'épithélium respiratoire regroupe les cellules à mucus, les cellules ciliées, les cellules séreuses, les cellules basales et les cellules de Clara. On le retrouve au niveau de la trachée et de l'arbre bronchique. Il a une fonction de ventilation pulmonaire (conduction et contrôle des résistances), une fonction de défense (via la clairance mucociliaire) et une fonction de conditionnement de l'air inspiré. Il est essentiel pour la protection des voies respiratoires et des poumons.
L’épithélium respiratoire se renouvelle continuellement pour éliminer les cellules mortes ou endommagées, afin de s’assurer du bon fonctionnement des voies respiratoires. Ce processus s’appelle une extrusion cellulaire. L'extrusion commence par une réplication des cellules épithéliales entraînant une contraction des cellules composant le tissu. Cette compression est accompagnée d’une augmentation de la pression qui déclenche l’expulsion des cellules les plus faibles.
Lorsque l’extrusion se fait de manière démesurée, l’épithélium respiratoire se retrouve aminci et affaibli, ce qui rend les poumons plus vulnérables à des infections. C’est ce qui se passe lors de crises d’asthmes sévères. Lors de crises d’asthmes, les voies respiratoires se contractent, phénomène connu sous le nom de bronchoconstriction, entraînant une compression forcée des cellules épithéliales. Pour se libérer de la pression engendrée, certaines cellules sont excessivement expulsées de l'épithélium respiratoire. Les poumons vont alors se contracter pour compenser l'amincissement de l’épithélium et empêcher l’entrée de substances irritantes. Cette contraction entraîne à son tour de nouvelles crises d’asthmes recommençant le processus d’extrusion. A terme, l’épithélium respiratoire des patients atteints d’asthme sévère sera presque totalement détruit.
Quand l'épithélium respiratoire ne peut plus remplir sa fonction de défense des poumons contre les infections et les irritants, le corps humain devient très susceptible de contracter des infections, des agents pathogènes, ou de subir une inflammation. Toute l’homéostasie du corps est donc perturbée.